# Håkansson Sågblad
Håkansson Sågblad AB är ett svenskt verkstadsföretag i Åmål. Det tillverkar bandsågblad och klingor för metall, trä och livsmedel. 
Håkansson Sågblad var tidigare en division av Håkanssons Industrier, som grundades 1944 av bröderna Gustaf, Bror och Karl Håkansson. Med sig i starten hade företaget bland annat kunskap om härdning med ny metod som utvecklats av härdmästaren Gustaf Håkansson och tidigare av brödernas far, härdmästaren Lars Håkansson. 
Håkanssons Industrier hade en bred tillverkning, men tillverkade bland annat elektriska spisar, och köptes 1971 av Electrolux. Bandsågbladen fortsatte att tillverkas i Åmål i företaget Håkansson Sågblad AB. 
Företaget är sedan 2008 ett helägt dotterbolag till Munkfors Industri i Munkfors.